# 细梗勾儿茶
细梗勾儿茶（学名：Berchemia longipedicellata）为鼠李科勾儿茶属下的一个种。

## 扩展阅读
- 維基物種上的相關：细梗勾儿茶